# Ränilinn
Ropka est un quartier de Tartu en  Estonie. 

## Démographie
Au 31 décembre 2013, Ropka compte 1 840 habitants. 
Sa superficie est de 0,77 km2. 